# 루빈 플라이셔
루빈 플라이셔(Ruben Fleischer, 1974년 10월 31일 ~ )는 미국의 영화 감독, 영화 프로듀서, 텔레비전 프로듀서, 뮤직비디오 감독, 광고 감독이다. 영화 《좀비랜드》, 《베놈》을 연출했다.

## 작품 목록

### 영화
- 좀비랜드 (2009)
- 털기 아니면 죽기: 제한시간 30분 (2011)
- 갱스터 스쿼드 (2013)
- 베놈 (2018)
- 좀비랜드: 더블 탭 (2019)
- 언차티드 (2022)